# Csiangok (történelmi nép)
A csiangok (qiangok) népcsoport a mai Kína területén, akiknek a neve már az i. e. 13. századból származó Sang (Shang)-kori jóslócsont-feliratokon is gyakorta felbukkan. Ezen a néven feltehetően különböző korokban, különböző etnikumokat jelöltek, akik alighanem valamilyen, a sino-tibeti nyelvcsaládba tartozó, tibeto-burmai nyelvet beszéltek. A Szung (Song)-dinasztia idején megerősödő, majd 1038-ban Nyugati Hszia (Xia) néven önálló dinasztiát alapító tangutok őseinek is a csiang (qiang)okat tartják.

## Eredetük
A csiang (qiang)okat jelölő piktogram legkorábbi előfordulása, a Sang (Shang)-kor utolsó két és fél évszázadából (i. e. 14–11. század) származó, úgynevezett jóslócsontok feliratain olvasható. A ma ismert, mintegy 100 000 jóslócsont közül, több mint 800 darabon szerepel a csiang (qiang) írásjegy, amely jól reprezentálja a Sang (Shang)-korban játszott jelentős történelmi szerepüket. A piktogram e korai formáját többféle módon jegyezték fel, amely az egységesített írás hiányában korántsem meglepő a jóslócsont-írás karaktereinek esetében.
| Piktogram | Képelemek                                                                           | Leírás |
| --------- | ----------------------------------------------------------------------------------- | --- |
|           | 人 (zsen (ren)) 'ember' 羊 (jang (yang)) 'juh'                                      | jobbra forduló, oldalnézetből ábrázolt álló emberalak, a fején kosszarvval                                                                                       |
|           | ua.                                                                                 | az előző piktogram változata, balra forduló emberalakkal |
|           | ua.                                                                                 | balra forduló, oldalnézetből ábrázolt térdeplő emberalak (a kezét a térdére helyezi), a fején kosszarvval                                                        |
|           | 人 (zsen (ren)) 'ember' 羊 (jang (yang)) 'juh' 糸 (sze (si)) 'kötél'                | balra forduló, oldalnézetből ábrázolt álló emberalak, fején kosszarvval, a nyakán átvetett kötéllel, amelynek a fonott része a testével merőlegesen lefelé csüng |
|           | ua.                                                                                 | az előző piktogram változata azzal a különbséggel, hogy a kötél fonott része az emberalak nyakán, vízszintesen helyezkedik el                                    |
|           | 人 (zsen (ren)) 'ember' 羊 (jang (yang)) 'juh' 石 (si (shi)) 'kő'                   | balra forduló, oldalnézetből ábrázolt álló emberalak, fején kosszarvval, a nyakán és a tarkójánál egy kődarabbal                                                 |
|           | 人 (zsen (ren)) 'ember' 羊 (jang (yang)) 'juh' 手 (sou (shou)) 'kéz'                | balra forduló, oldalnézetből ábrázolt álló emberalak, fején kosszarvval, a nyaka felé pedig más valaki keze nyúl                                                 |
|           | 人 (zsen (ren)) 'ember' 羊 (jang (yang)) 'juh' 糸 (sze (si)) 'kötél' 火 (huo) 'tűz' | balra forduló, oldalnézetből ábrázolt álló emberalak, fején kosszarvval, a nyakán átvetett kötéllel, alatta tűz                                                  |

Kuo Mo-zso (Guo Moruo) (郭沫若; 1892–1978), a neves kínai tudós, aki elmélyült és alapos munkát végzett a kínai írás legkorábbi formáinak elemzésében, 1965-ben még úgy gondolta, hogy a piktogram a 'kutya' jelentésű kou (gou) (狗) írásjegy kora piktogramjának és az 'ember' jelentésű zsen (ren) (人) összevonása. Magyarázata szerint a képjel egy „kutyafülekkel rendelkező álló emberalak”. Állítása szerint a képjel a sang (shang) őseit jelenthette, amely egyben az elhunyt királyok halotti neve is lehetett, mivel a kutya a bátorságot és a hűséget jelképezte.
Kuo Mo-zso (Guo Moruo) vélekedése azonban nem vált általánosan elfogadottá. Számos olyan felirat olvasható, amely arról tudósít, hogy a sang (shang)ok csiang (qiang)okat támadtak meg, fogtak el, vagy áldoztak fel. Ezek mind bizonyítékai annak, hogy valós személyeket, feltehetően egy népet jelölhetett a csiang (qiang) piktogram. A szakértők már csak ezért sokkal inkább az i. sz. 100-ban összeállított Suo-ven csie-ce (Shuowen jiezi) magyarázatát tekintették mérvadónak, amely szerint a csiang (qiang) írásjegy képjel formája az 'ember' zsen (ren) (人) és a 'juh' jang (yang) (羊) képjelek összevonása. Az első kínai etimológiai szótár összeállítója, Hszü Sen (Xu Shen) azt is tudni vélte, hogy a csiang (qiang)ok egy nyugati zsung (rong) (barbár) birkapásztor nép (hszi-zsung mu-jang-zsen (xirong muyangren) 西戎牧羊人).
Hszü Sen (Xu Shen) azonban nem ismerhette a több mint ezer évvel korábbi jóslócsontokon szereplő eredeti piktogramokat, elemzése során az írásjegyek későbbi, pecsétírásos változataira támaszkodott. A csiang (qiang)ok pásztornépként történő azonosításában minden bizonnyal közrejátszott a 'juh' jelentésű jang (yang) (羊) írásjegy, jól felismerhető, csavart kosszarv részének jelenléte, amelyet az álló emberi figura mintegy a fején visel. Így szerinte az írásjegy egyfajta huj ji (hui yi) (會意) típusú, vagyis ideogrammatikus összetételű írásjegy, amelyek esetében két piktogram összevonásával alkottak egy harmadik írásjegyet. Edwin G. Pulleyblank (1922–2013) azonban megkérdőjelezte az ókori etimológia helytállóságát, szerinte ugyanis ebben az esetben nem ideogrammatikus összetételről van szó, hanem úgynevezett hszing seng (xing sheng) (形聲), vagyis fonoszemantikai összetételről, amelyben a jang (yang) (羊) képjel nem a jelentésével járul hozzá, a csiang (qiang) írásjegy egységéhez, hanem a kiejtésével.

## Elhelyezkedésük
A jóslócsont-feliratokon gyakorta felbukkan egy Csiangfang (Qiangfang) (羌方) helynév, amelyet a szakértők a sang (shang) fennhatósága alatt álló területektől nyugatra, a mai Sanhszi (Shanxi) tartomány déli és Honan (Henan) tartomány nyugati részére helyeznek el. Abban is konszenzus van, hogy a csiang (qiang)ok élettere nem korlátozódott egy jól körülhatárolt területre, és nem feltétlenül szűkíthető az egykor Csiangfang (Qiangfang) néven emlegetett területekre. A legtöbben ugyan azon a véleményen vannak, hogy a csiang (qiang)ok a sang (shang)októl leginkább északnyugatra helyezkedtek el, jellemzően azokon a területeken, amelyeket a Csiangfang (Qiangfang) vidékével azonosítottak, de olyan vélekedések is vannak, miszerint a csiang (qiang)ok a mai Kanszu (Gansu) és Csinghaj (Qinhai) tartományok területén éltek, de a cseh sinológus, Jaroslav Průšek (1906–1980) Szibériába helyezi a csiang (qiang) szállásterületeket. Egyes kínai szakértők jóval szélesebb zónára tolják ki a csiang (qiang)ok életterét, amelyet így a mai Senhszi (Shaanxi), Kanszu (Gansu), Ninghszia (Ningxia), Csinghaj (Qinhai), sőt Szecsuan (Sichuan) tartomány egy részére helyeznek. A széles területeken, elszórtan élő előfordulást támogató elméleteket zömében a csiang (qiang)ok feltételezett pásztorkodó, nomád életmódjával magyarázzák.
Az egykori csiang (qiang) területek pontosabb lokalizálásához a régészet is hasznos bizonyítékokkal szolgálhatna. Azonban a szóba jöhető területeken mindezidáig meggyőző leletek nem kerültek elő. A legáltalánosabban elterjedt vélekedések szerint a csiang (qiang)okhoz leginkább az úgynevezett Szeva (Siwa)-kultúra (Szeva ven-hua (Siwa wenhua) 寺洼文化) köthető, amelynek emlékeit Kanszu (Gansu) tartományban tárták fel. A Szeva (Siwa)-kultúra feltehetően valamikor az i. e. 14–11. század között virágzott, vagyis épp abban az időben, amikorról a kínai írás azon első emlékei is származnak, amelyeken a csiang (qiang)okkal kapcsolatos első feljegyzések is olvashatók. A régészeti leletek alapján azonban az állapítható meg, hogy a Szeva (Siwa)-kultúra lakói nem nomád, pásztornép volt, hanem letelepedett földművelők. Erre utalnak többek között a sertéstartásra utaló maradványok is.

## Életmódjuk
Hszü Sen (Xu Shen) fentebb már ismertetett vélekedése szerint a csiang (qiang)ok birkatartással foglalkozó nomád nép lehetett. Ezt azonban cáfoja az a tény, hogy amennyiben az egykori Szeva (Siwa)-kultúra lakói csakugyan a csiang (qiang)ok voltak, akkor a régészeti bizonyítékok nem támasztják alá a nomád életmódot. Hszü Seng (Xu Sheng) véleményével Edwin G. Pulleyblank is vitába szállt, aki szerint a csiang (qiang)ok neveként használt piktogramban a 'juh' jelentésű képjelből származó kosszarvak nem a jelentésben játszanak szerepet, hanem a karakter kiejtésére utal, így a karakter „összekapcsolása a pásztorkodással véletlenszerű és másodlagos.”

## Etnikai meghatározásuk
I. sz. 100-ban Hszü Sen (Xu Shen) szerint a csiang (qiang)ok a nyugati zsung (rong)ok (hszi-zsung (xirong) 西戎) egyik ágát képviselhették. Pulleyblank a Co csuan (Zuo zhuan)ban olvasható egyik passzusra hivatkozik, miszerint:„Mi zsung (rong)ok ivásban, evésben és öltözködésben (ti. szokásainkban) különbözünk a kínaiaktól (hua 華), nem szállítunk hozzájuk ajándékokat, nyelven nem érintkezünk velük.” Pulleyblank megjegyzi, hogy bár úgy tűnhet, mintha a zsung (rong)ok valamilyen nem-kínai nyelvet beszélő etnikum lett volna, de más történeti forrásokra és nyelvtörténeti rekonstrukciók alapján bizonyosan állítja, hogy a zsung (rong)ok, így a csiang (qiang)ok is valamilyen, a sino-tibeti nyelvcsaládba tartozó tibeti-burmai nyelvet beszélhettek.
Pulleyblank álláspontjával száll szembe Christopher I. Beckwith (1945–), aki elképzelhetőnek tartja a csiang (qiang) szó indoeurópai nyelvű etimológiáját: „A tokhár nyelvben a klānk- szó jelentése: 'lovagol', 'szekéren utazik' úgyis mint 'szekéren vadászatra indulni', így pedig a csiang (qiang) jelentheti akár azt is, hogy 'szekerező'; s ebben az esetben lehetséges a csiang (qiang)ok indoeurópai származtatása.”

## Történeti szerepük aSang(Shang)-korban
A Sang (Shang)-dinasztia idején a rituális életben rendkívül fontos szerepet játszott az emberáldozat. A jóslócsont feliratok tanúsága szerint a nyilvánosan, szertartásos keretek között feláldozott emberek több mint a fele csiang (qiang) volt. Továbbá a csiang (qiang)ok az egyetlen nem-sang (shang) etnikum, akiket a szövegek konkrétan megneveznek. Az áldozatként szolgáló csiang (qiang)ok vagy hadifoglyok voltak, vagy külön hajtóvadászatot indítottak, hogy az áldozathoz kellő számban szükséges csiang (qiang)ot összegyűjtsék. Arra azonban máig nem született magyarázat, hogy a sang (shang) udvar miért preferálta a csiang (qiang)okat az emberáldozatok során szemben az összes többi szomszédos etnikummal.
Elképzelhető, hogy csiang (qiang)ok rabszolgaként is élhettek a Sang (Shang)-dinasztia felügyelte területeken, és többek között a földművelésben és a vadászatban vehettek részt.
A csiang (qiang)ok életteréhez köthető Csiangfang (Qiangfang) vidéke a jóslócsont-feliratok tanúsága szerint a sang (shang)ok számára meglehetősen fenyegető lehetett. Amíg egy-egy hadjáratra általában csupán 3000–5000 fős hadsereget mozgósítottak, addig – egy ízben legalábbis – 13 000 katonával támadták meg Csiangfang (Qiangfang)ot.

## Kapcsolatuk acsou(zhou)kkal
A nomád, állattartó életmódot folytató csou (zhou)k, akik eredetileg a sang (shang)ok északi szomszédjai voltak, hol ellenséges, hol pedig szövetséges viszonyban voltak a sangok (shang)okkal. Az i. e. 11. század közepére azonban kihasználták, hogy a Sang (Shang)-dinasztia meggyengült, és megdöntötték hatalmát. Ezt követően pedig az egykori sangok (shang) területeken Csou (Zhou) néven új dinasztiát alapítottak.
Az Írások könyve szerint a döntő ütközetre Muje (Muye)nél (牧野) (magyarul: „Pásztorpuszta”) került sor, ahol csou (zhou)k seregéhez olyan „barbár” népek és államok csatlakoztak szövetségesként, mint Jung (Yong) (庸), Su (Shu) (蜀), Csiang (Qiang) (羌), Mao (髳), Vej (Wei) (微), Lu (盧), Peng (彭) és Pu (濮). Pulleyblank ez alapján arra a következtetésre jut, hogy a csou (zhou) sereget vezető, Vu (Wu) király azokat a tibeto-burmai nyelveket beszélő „nyugati barbár”, zsung (rong) népeket gyűjtötte szövetségbe, ahová maguk is tartoztak.
A csou (zhou)k magukat a legendás Hou-csi (Houji) nemzetségéből származtatták, akinek az anyja egy bizonyos Csiang Jüan (Jiang Yuan) (姜嫄 vagy 姜原) volt. Pulleyblank tanulmányában rámutat a tulajdonnevekként megjelenő csiang (jiang) (姜) és a csiang (qiang) (羌) karakterek fontetikai és grafikai hasonlóságára, ami alapján valószínűsíthető a csou (zhou)knak a csiang (qiang)okkal történő rokonítása. Majd három évtizeddel később Beckwith a rokonság meglétét már kész tényként kezeli művében.

## Későbbi szerepük
A Han-dinasztia hivatalos történeti művében, a Han su (Han shu)ban szerepel egy csocsiang (chuoqiang) (婼羌) néven emlegetett nomád nép, akik Tunhuang (Dunhuang)tól délnyugatra éltek. A leírás szerint mintegy 450 átmeneti épületük (sátruk?) volt, a népesség száma pedig 1 750 volt. 500 harcost tudtak kiállítani. vizet és legelőt keresve terelték jószágaikat, a hegyekből származó vasból készítettek maguknak fegyvereket, íjakat, lándzsákat, rövid késeket, kardokat és vértet használtak.
Az i. sz. 239 és 265 között összeállított történeti mű, a Vej lüe (Wei lüe) (《魏略》) 22. fejezetében olyan csiang (qiang) törzsek vannak említve, mint a „barna hagymák” (cung-ce (congzi) 葱茈), a „fehér lovak” (paj-ma (baima) 白馬) és a „sárga ökör csiang (qiang)ok” (huang-niu csiang (huangniu qiang) 黄牛羌).